# Tenaturris concinna
Tenaturris concinna é uma espécie de gastrópode do gênero Tenaturris, pertencente a família Mangeliidae.